# Colla glaucescens
Colla glaucescens är en fjärilsart som beskrevs av Walker 1865. Colla glaucescens ingår i släktet Colla och familjen silkesspinnare. Inga underarter finns listade i Catalogue of Life.